# Kriegerdenkmal Aue

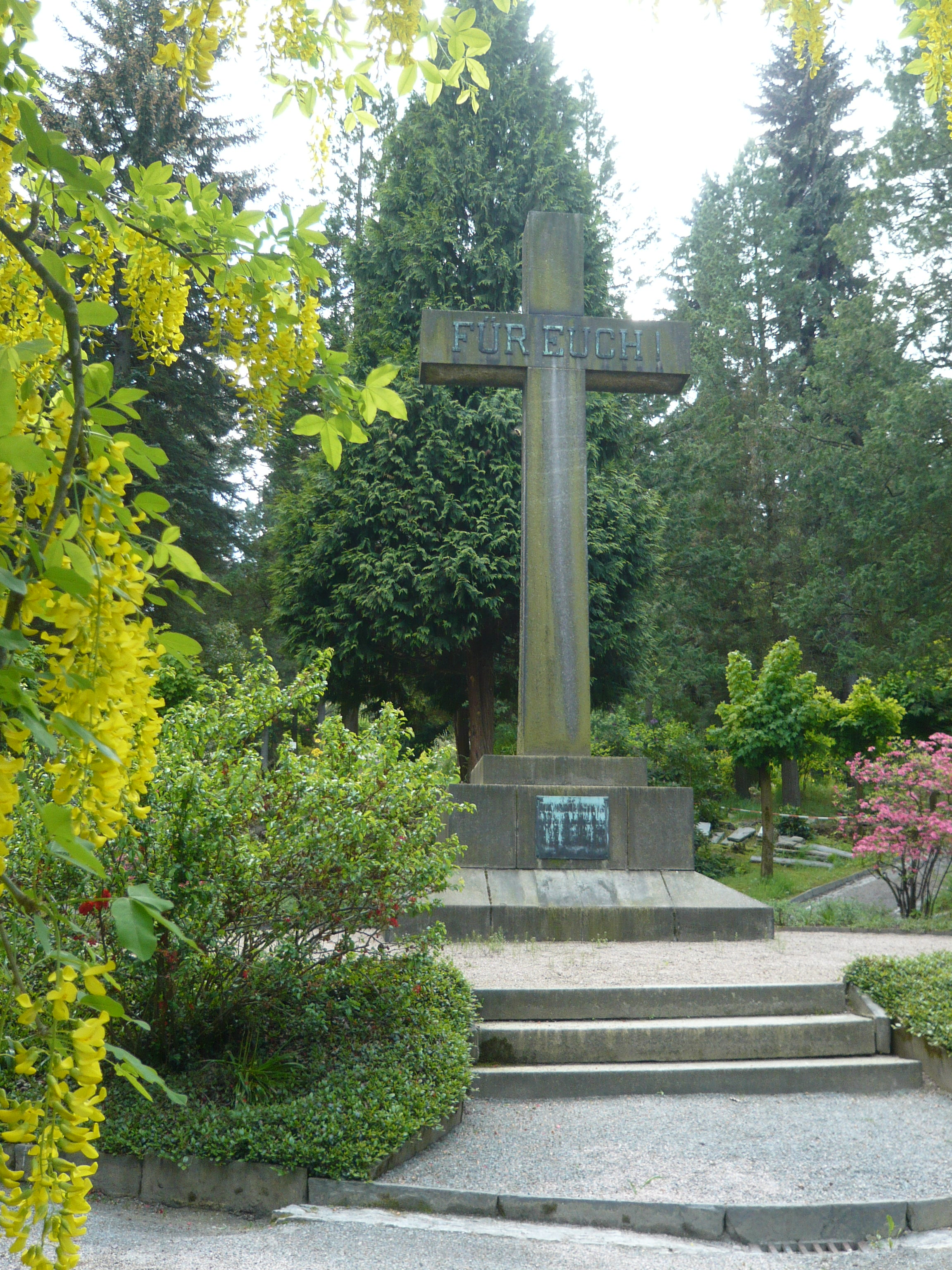
Kriegerdenkmal Aue (2009)

Das Kriegerdenkmal Aue im Ortsteil Aue der Stadt Aue-Bad Schlema im Freistaat Sachsen ist ein geschütztes Kulturdenkmal. Es erinnert an die im Ersten Weltkrieg Gefallenen ca. 460 Auer Bürger der St. Nikolaigemeinde.

## Standort
Inmitten des von der evangelischen St. Nikolaigemeinde betreuten Städtischen Friedhofs befindet sich auf dem Mittelweg ein Denkmal für die im Ersten Weltkrieg Gefallenen Auer Bürger der St. Nikolaigemeinde.

## Beschreibung des Denkmals
Das große steinerne Kreuz trägt auf dem Querbalken beidseitig die Inschrift „Für euch“, am Postament ist (in schlechter Erhaltung) zu lesen: „Zum Gedächtnis unserer lieben Gefallenen im Weltkrieg 1914–1918. Gemeinde St. Nicolai, Aue“.
Das Denkmal wurde vom Auer Baumeister Arthur Bochmann geschaffen und entstand auf Anregung des Evangelisch-lutherischen Männervereins von St. Nicolai zu Aue.

## Geschichte
Die feierliche Einweihung des Denkmals fand am 10. Oktober 1926 durch den Pfarrer Leßmüller in Anwesenheit von Vertretern der Stadtverwaltung und zahlreicher Bürgervereine statt. Nach der Weiherede und dem vom Posaunenchor dargebotenen Lied Der gute Kamerad übergab der Männerverein das Denkmal der Kirchgemeinde, anschließend wurden dort Kränze niedergelegt.